# Consortium prussien
Le Consortium prussien est une communauté de banques allemandes qui, juridiquement et économiquement indépendantes, plaçent les obligations d'État prussiennes et plus tard celles de l'Empire allemand sur le marché des capitaux de 1866 jusqu'à la fin de l'Empire. Il s’agit à l’époque du plus grand consortium émetteur allemand, mais il n’a aucune influence sur la politique financière de l’État.

## Histoire
La banque Rothschild de Francfort détient le quasi-monopole de l'émission des obligations d’État prussiennes depuis 1860. Les nouveaux défis de politique étrangère auxquels la Prusse est confrontée rendent nécessaire la répartition des activités d'émission risquées et à forte intensité de capital entre plusieurs banques. Le Consortium prussien est fondé en 1866, après Bankhaus Bleichröder, Bankhaus Magnus (de), Bankhaus Gebr. Schickler (de), la Société Disconto et trois autres banques privées berlinoises reçoivent ce qu'on appelle la caution de mobilisation de l'État prussien. Le contrôle du consortium prussien relève de la responsabilité de l'agence maritime étatique prussienne (de). Les dirigeants du consortium sont la Bankhaus Bleichröder et la Société Disconto de Berlin. Ils réussissent rapidement à réunir dans le consortium les banques privées les plus importantes (dont les Rothschild de Francfort) et la société commerciale berlinoise (de). Il y a aussi une banque de Cologne et une autre de Francfort.
Le consortium reprend les obligations d'État et les placent sur le marché. Cette somme sert notamment à financer la guerre franco-prussienne et la nationalisation des chemins de fer en Prusse. Après la fondation de l’empire en 1871 et le besoin croissant de capitaux, le consortium s’agrandit. En 1876, deux banques hambourgeoises sont ajoutées, dont la Norddeutsche Bank (de). Le cercle des banques s'élargit dans les années 1880 pour inclure des banques de Leipzig, Munich (par exemple la Banque bavaroise d'hypothèques et de change), Nuremberg, Mannheim, Strasbourg et Stuttgart. Cependant, les instituts berlinois, qui s'occupent de l'essentiel des affaires, continuaient à prédominer. Les autres banques n'ont qu'un montant d'obligations de 28,1 %. Néanmoins, cela signifie une relation étroite entre toutes les banques et bourses importantes de l’Empire allemand. Bien que d'autres banques ont été incluses dans le consortium, la priorité des banques berlinoises ne change pas. Sur les 28 banques impliquées en 1913, treize sont basées à Berlin. La banque la plus puissante pendant des décennies est la société Disconto.
La composition du consortium change également au fil du temps à d’autres égards. Alors qu'entre 1867 et 1912, la part des banques privées est tombée de 55 à 30 pour cent, celle des banques par actions a augmenté de 31 à 64 pour cent. Il y a également un déclin du nombre de banques d'État impliquées.